# ایستگاه میدلند (تورنتو)
ایستگاه میدلند (انگلیسی: Midland station) یک ایستگاه مترو در خط ۳ اسکاربرو متروی تورنتو در تورنتو، انتاریو، کانادا است.